# Horns Rev 2
O Horns Rev 2 é o segundo maior campo de energia eólica offshore (instalado em águas) do mundo. Está instalado a 30 km da Jutlândia, na Dinamarca.